# 约瑟与波提乏的妻子 (丁托列托)

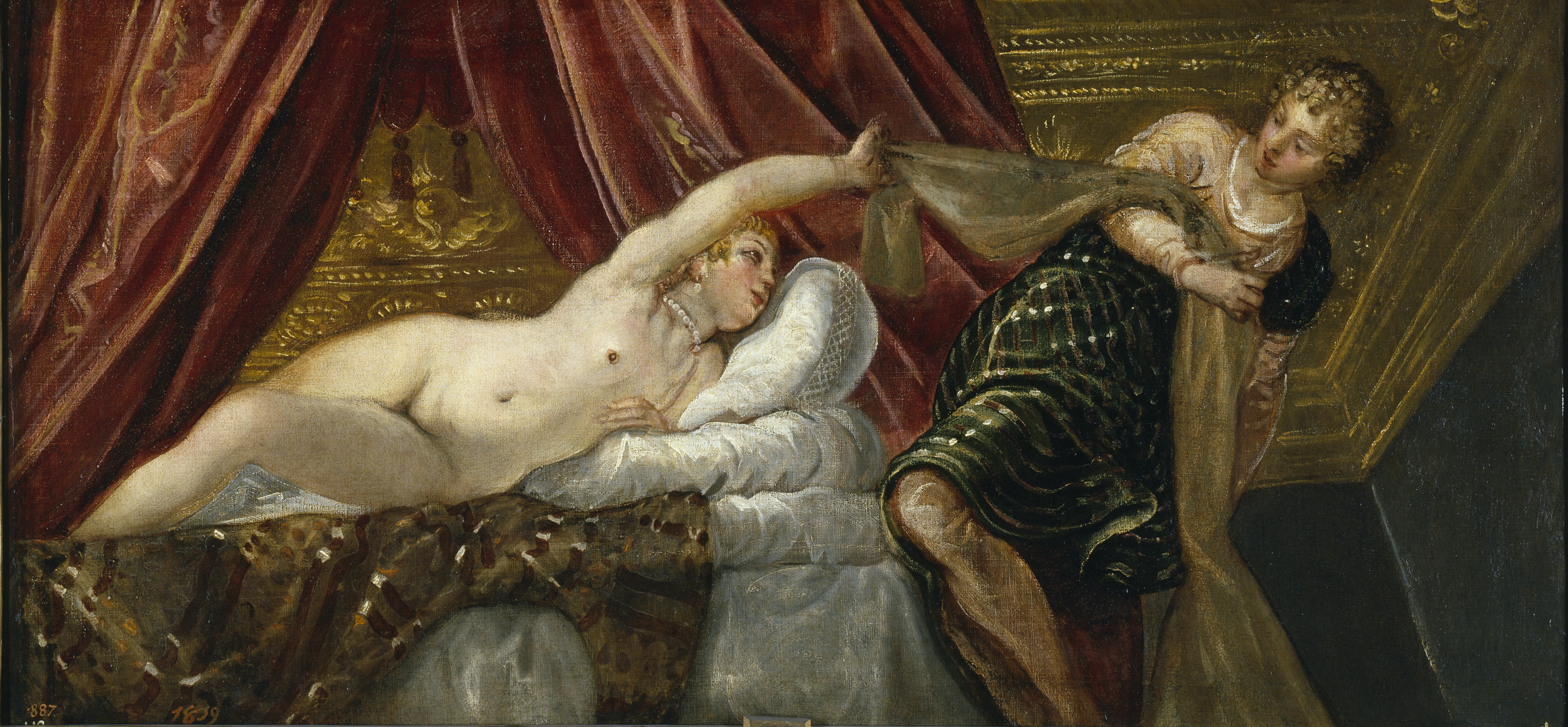

《约瑟与波提乏的妻子》是丁托列托的一幅布面油画，绘制于1555 年，现藏于马德里的普拉多博物馆 。 约瑟与波提乏的妻子的故事出自创世纪39章。
委拉斯开兹在第二次访问威尼斯期间，为西班牙的费利佩四世购买了这幅画和其他五幅圣经画作，装饰天花板。 